# Suka Merindu (Sindang Beliti Ilir)
Suka Merindu is een bestuurslaag in het regentschap Rejang Lebong van de provincie Bengkulu, Indonesië. Suka Merindu telt 1228 inwoners (volkstelling 2010).